# Interféromètre White-Juday

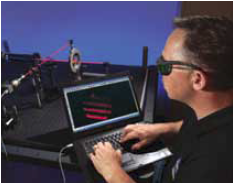
Le Dr Harold "Sonny" White crée une bulle de distorsion microscopique avec l'interféromètre à champ de distorsion White-Juday.

L'interféromètre de White-Juday est une expérience menée au laboratoire Centre spatial Lyndon B. Johnson pour détecter de minuscules occurrences de distorsions de l'espace-temps.
Le dispositif conçu par Harold White utilise des lasers hélium-néon  ainsi qu'un interféromètre de Twyman-Green (en) (interféromètre de Michelson modifié) et un interféromètre de Fabry-Perot.
L'expérience basée sur la métrique d'Alcubierre, une théorie permettant d'envisager la propulsion supraluminique, et conduite à l'Advanced Propulsion Physics Laboratory (en) du Johnson Space Center ne donne pas de résultats probants. 